# Anne Vallayer-Coster

Porträtt av en violinist, 1773

Anne Vallayer, mer känd som Anne Vallayer-Coster, född 21 december 1744 i Paris, död 28 februari 1818 i Paris, var en fransk målare. Hon var från 1770 medlem i Académie Royale de Peinture et de Sculpture. Hon är främst känd som en målare av stilleben och genremåleri. 

## Biografi
Anne Vallayer-Coster var dotter till guldsmeden Joseph Vallayer (d. 1770) och en miniatyrmålare. Hennes far var initialt anställd vid tapetfarbiken Gobelin. Familjen flyttade 1754 till Paris, där fadern öppnade sin egen verksamhet. 
Hon var elev till Françoise Basseporte och Claude Joseph Vernet. I juli 1770 blev hon invald som medlem vid Académie Royale de Peinture et de Sculpture efter en succéartad debut vid akademiens utställning. Att bli invald som kvinna var sällsynt: endast två andra kvinnor var medlemmar vid hennes inval, Marie-Thérèse Reboul och Marie-Suzanne Giroust, och då den förstnämnda avslutat sin karriär och den sistnämnda avled två år senare, kom Anne Vallayer-Coster att vara akademiens enda verksamma kvinnliga medlem fram till invalet av Adélaïde Labille-Guiard och Élisabeth Vigée Le Brun 1783. 
Från sitt inval till sin död deltog hon med framgång regelbundet i konstakademiens utställningar. Särskilt uppmärksammad blev hon vid utställningen 1775 och 1777. Hon bidrog med sitt målande till familjens försörjning, särskilt sedan hennes far avled och hennes mor övertagit hans butik.
Hon fokuserade under de följande åren på stilleben och porträtt. Hon uppmärksammades främst för sina stilleben, som ansågs hålla mycket hög kvalitet. Hon utförde även porträtt, men dessa ansågs dock stå lägre än hennes stilleben, kanske för att hon inte fått tillfälle att studera anatomi. 
Bland hennes mecenater fanns drottning Marie-Antoinette, Louis-Gabriel, marquis de Véri-Raionard, Abbé Terray,  prins de Conti, bankiren Nicolas Beaujon och comte de Merle. Tack vare Marie-Antoinette, som från 1779 fungerade som hennes mecenat, fick hon 1781 sin egen lokal vid Louvren. 
Hon gifte sig 23 april 1781 med advokaten Jean-Pierre Sylvestre Coster, som var medlem i Parisparlamentet. Bröllopet ägde rum i närvaro av drottningen, som var ett av bröllopsvittnena. Genom sitt äktenskap fick hon status av den borgerliga ämbetsadeln. 
Hennes karriär upplevde en nedgång under franska revolutionen då hennes kunder inom kungahuset och aristokratin lämnade landet och inte längre gav henne beställningar. Själv överlevde hon revolutionen, men hennes karriär återhämtade sig aldrig fullt ut, även om hon var fortsatt verksam under Napoleontiden. Hon deltog vid sin sista utställning 1817.  
Vallayer-Coster finns representerad vid bland annat Nationalmuseum i Stockholm.

## Bildgalleri

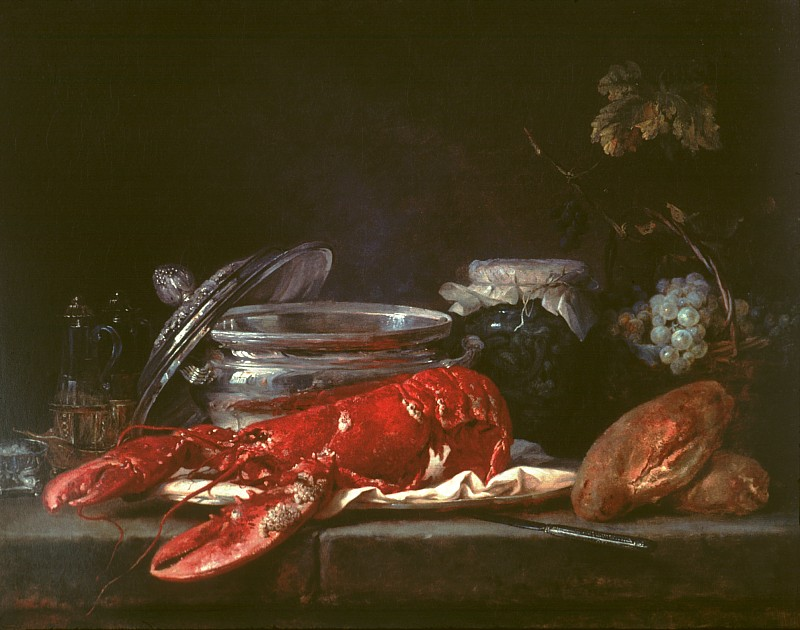
Stilleben med hummer
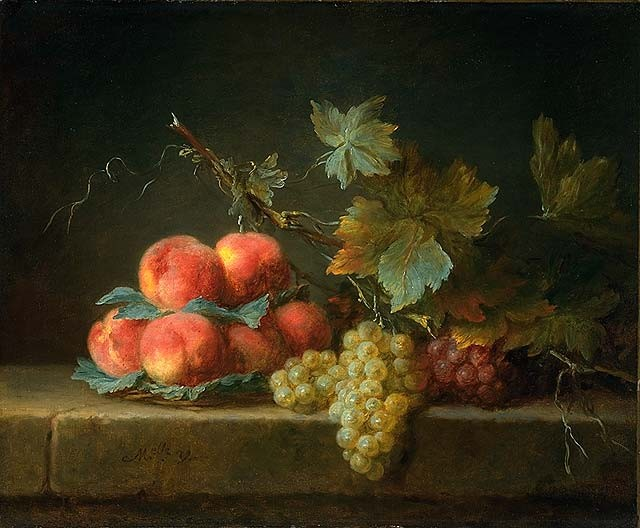
Aprokoser och vindruvor
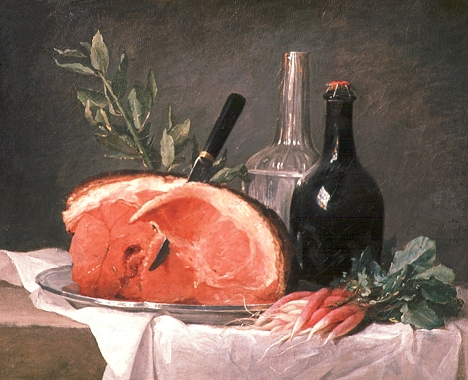
Stilleben med skinka, 1767
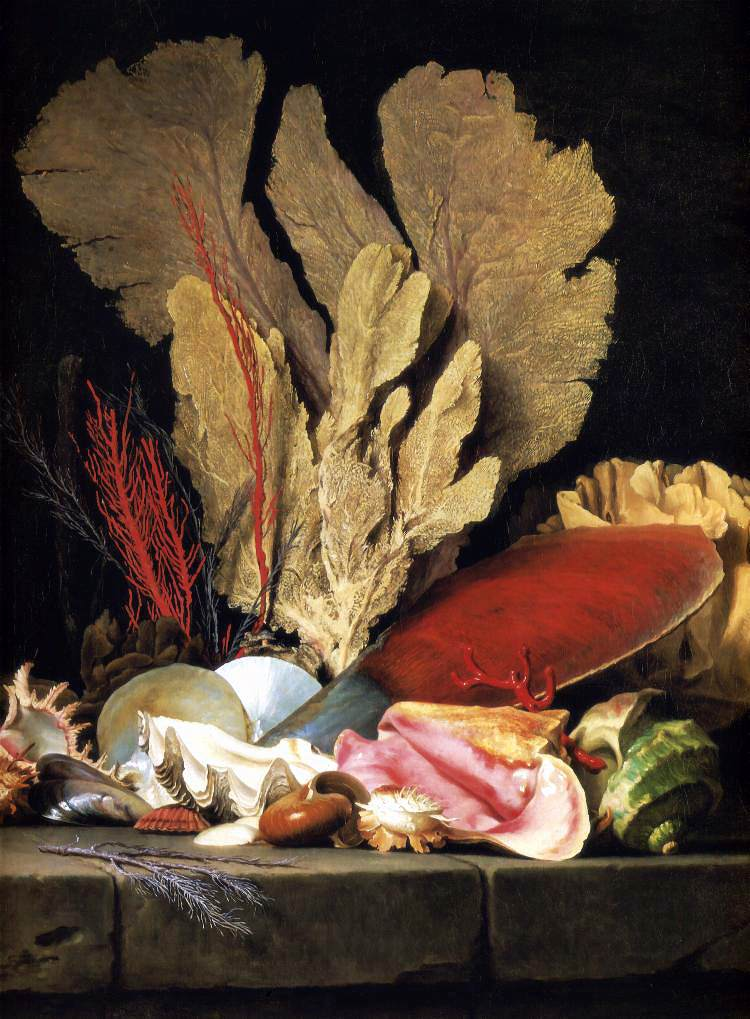
Stilleben med skaldjur
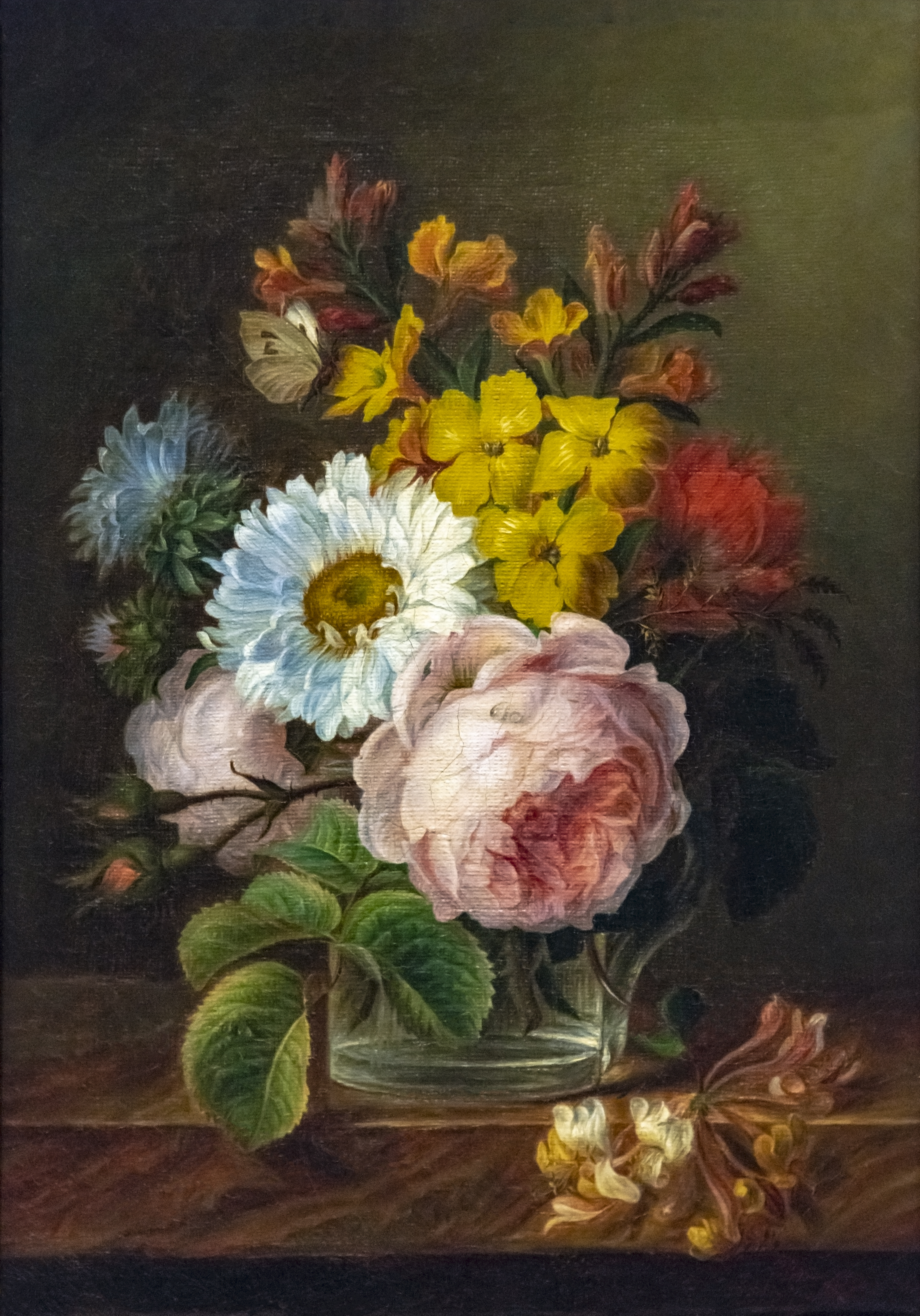
Bukett blommor i ett glas vatten
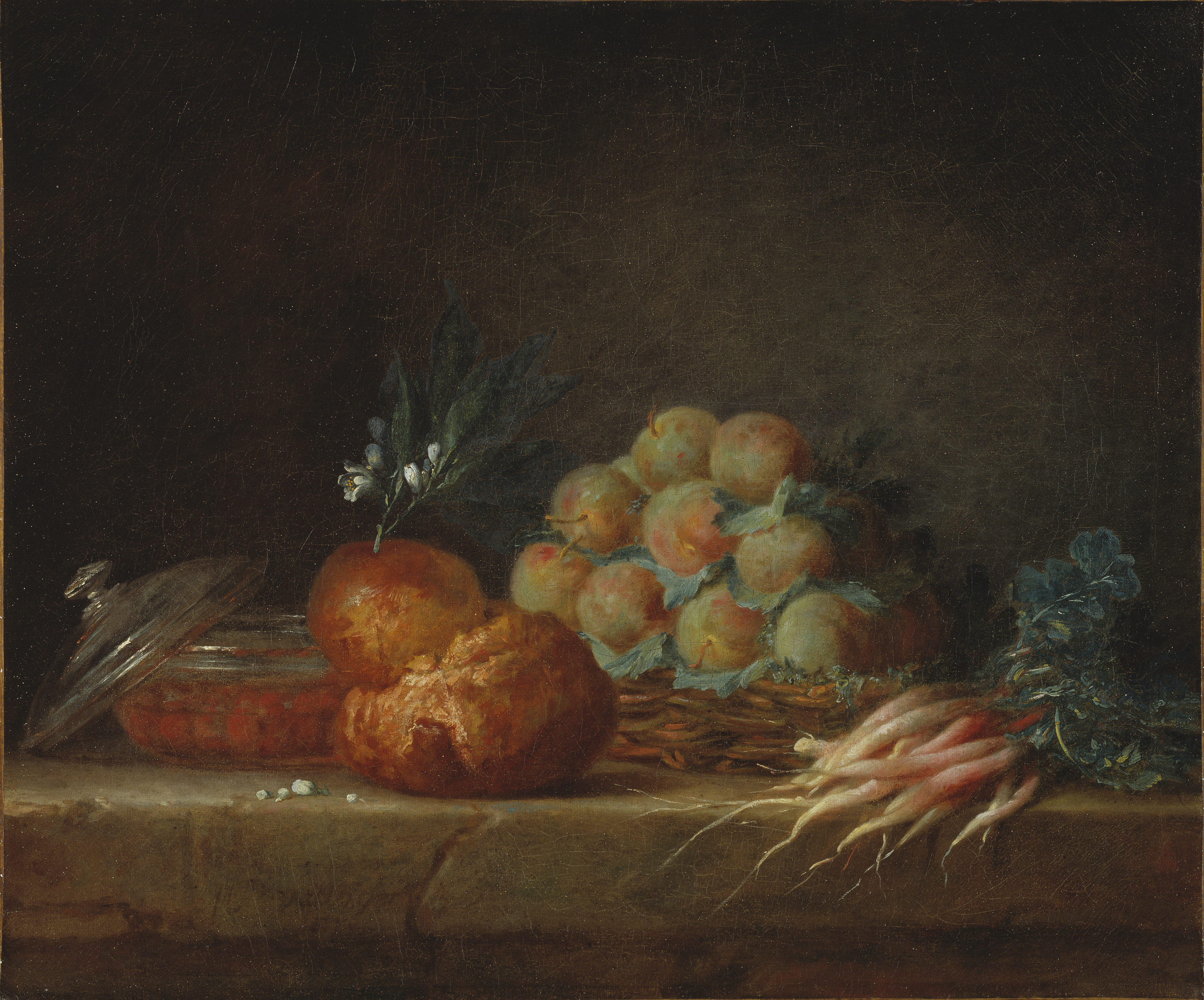
Still Life with Brioche, Fruit and Vegetables